# Wilhelm Molthan (Bildhauer)
Wilhelm Molthan (auch: Johann Wilhelm Ludolph Molthan; * 1769; † 1824) war ein Kurfürstlich Braunschweig-Lüneburgischer Hofvergolder und Hofbildhauer.

## Leben und Werk
Wilhelm Molthan wurde – nachdem er zum kurfürstlichen Hofvergolder bestallt worden war – 1787 oder früher zum Hofbildhauer ernannt. Am 14. August 1805 wurde in Hannover sein Sohn Justus Heinrich Jakob Molthan geboren, der spätere Architekt; dessen Schwester den Bildhauer August Hengst heiraten sollte. Zur sogenannten Franzosenzeit schuf Molthan Entwürfe zur Neugestaltung des Logensaales für den Tempel der Freimaurerloge „Zum Stillen Tempel“ in Hildesheim.

## Archivalien
Archivalien von und über Wilhelm Molthan finden sich beispielsweise
- im Niedersächsischen Landesarchiv (Standort Hannover) unter dem Titel Bestallung des Hofvergolders Johann Justus Bartels; desgleichen des Hofvergolders Wilhelm Molthan; dessen Ernennung zum Hofbildhauer, Archivalien aus der Laufzeit von 1748 bis 1787, Archivsignatur NLA HA Dep. 103 XXIV Nr. 1811 (alte Archivsignatur: Dep. 103 XXIV Lagnr. 12886)[1]